# 131 NGC

NGC 131

 إن جي سي 131 أو 131 NGC هي مجرة في كوكبة معمل النحات اكتشفت في 25 سبتمبر 1834.

## روابط خارجية
- 131 NGC على موقع ويكي سكاي: DSS2, SDSS, GALEX, IRAS, Hydrogen α, X-Ray, Astrophoto, Sky Map, Articles and images